# Place Vittorio Veneto
 (février 2014).
La place Vittorio Veneto est la plus grande place de Turin. Elle fut aménagée dans la première moitié du XIXe siècle lors de l'extension de la ville et la construction du pont Vittorio Emanuele I.

## Historique
L'espace sur lequel fut aménagée la future place Vittorio Veneto a servi pendant plusieurs siècles de place d'armes. Pendant la période napoléonienne, les murs de la ville furent abattus et un pont en pierre donnant sur cette place fut construit sur le Pô en 1810. La place commença à être réaménagée à partir de 1817 et mise en service en 1825.
Ce n'est qu'après la Première Guerre mondiale que la place prit le nom de Vittorio Veneto, en souvenir de la bataille de Vittorio Veneto d'octobre-novembre 1918, au cours de laquelle les troupes italiennes l'emportèrent sur leurs adversaires austro-hongrois.

## Description
Avec environ 39 960 m2 de surface (360 mètres de long sur 111 mètres de large au maximum), la place Vittorio Veneto est la plus grande place de Turin devant la place Castello. La place donne sur le fleuve Pô et s'ouvre sur le pont Vittorio Emanuele I. L'architecte Giuseppe Frizzi, a conçu les bâtiments avec des arcades qui s'élèvent sur deux côtés de la place.

## Événements
Jusqu'en 1986, la place Vittorio Veneto était l'endroit où se déroulait le carnaval de Turin. Depuis 1945, la place Vittorio Veneto est un lieu de rassemblement pour les manifestations du 1er mai. En 2007, la place a accueilli des concerts lors de l'Universiade d'hiver de 2007.

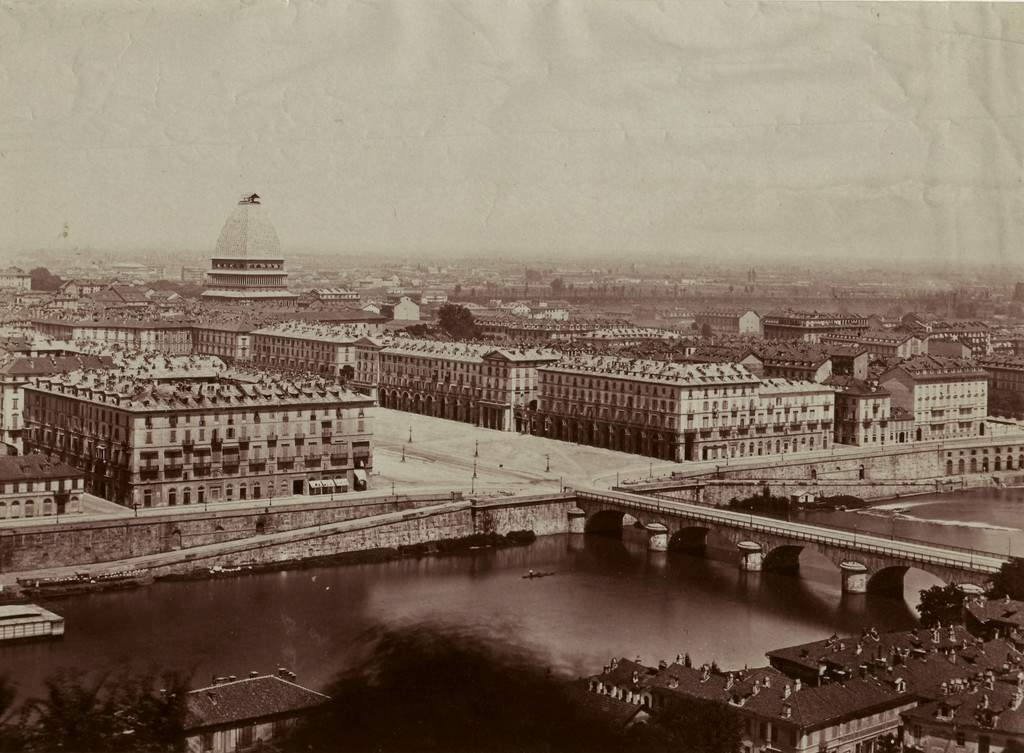
Cliché, non daté, de la place Vittorio Veneto
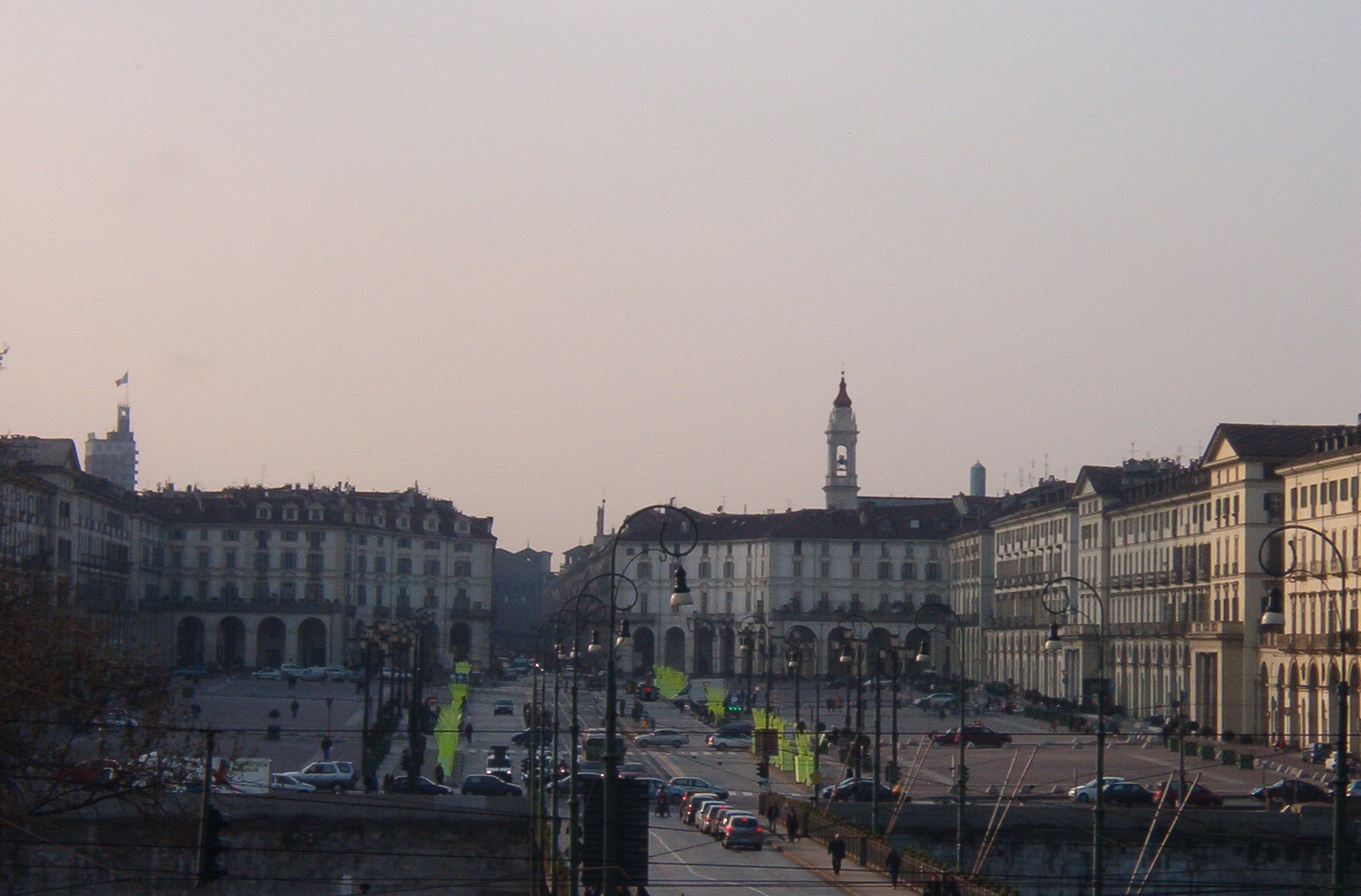
La place Vittorio Veneto
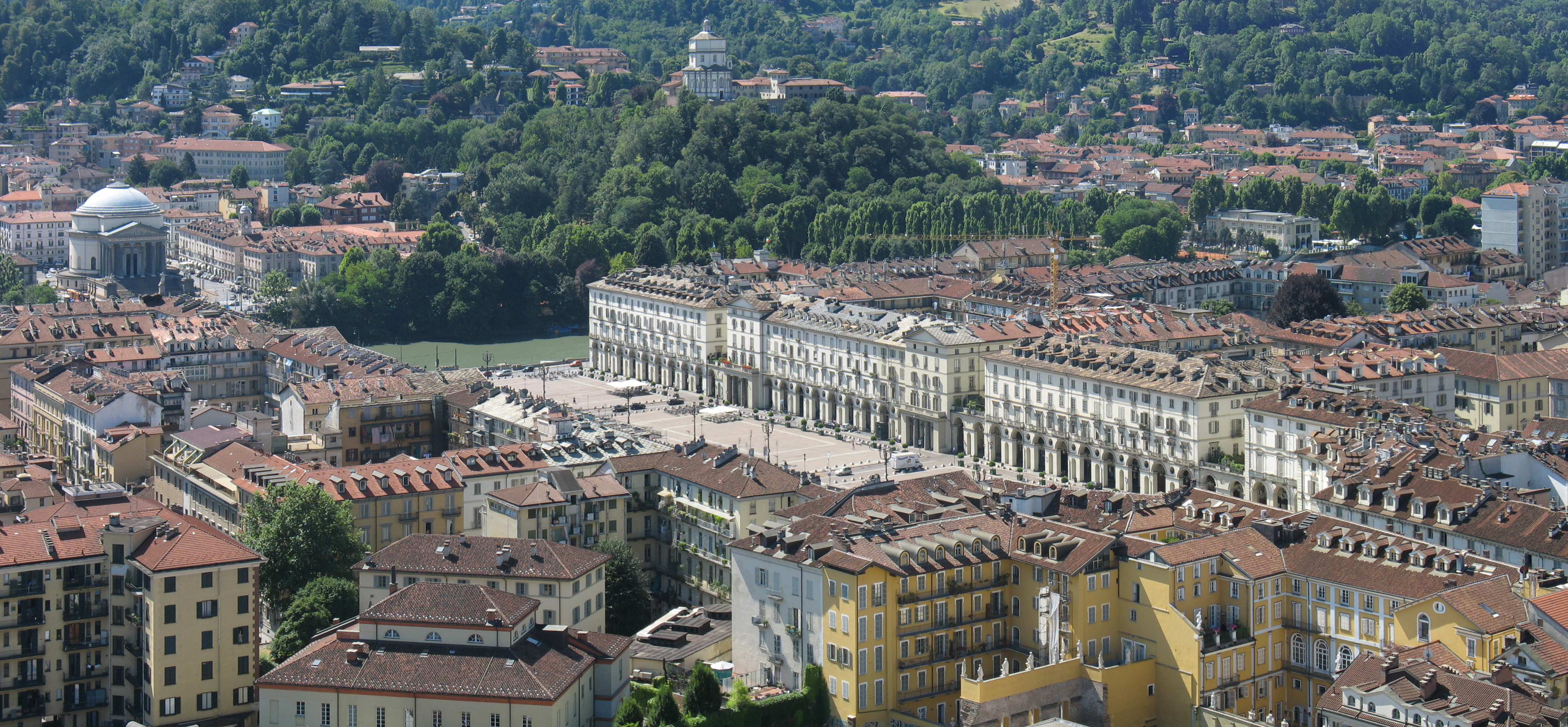
Vue aérienne de la place Vittorio Veneto
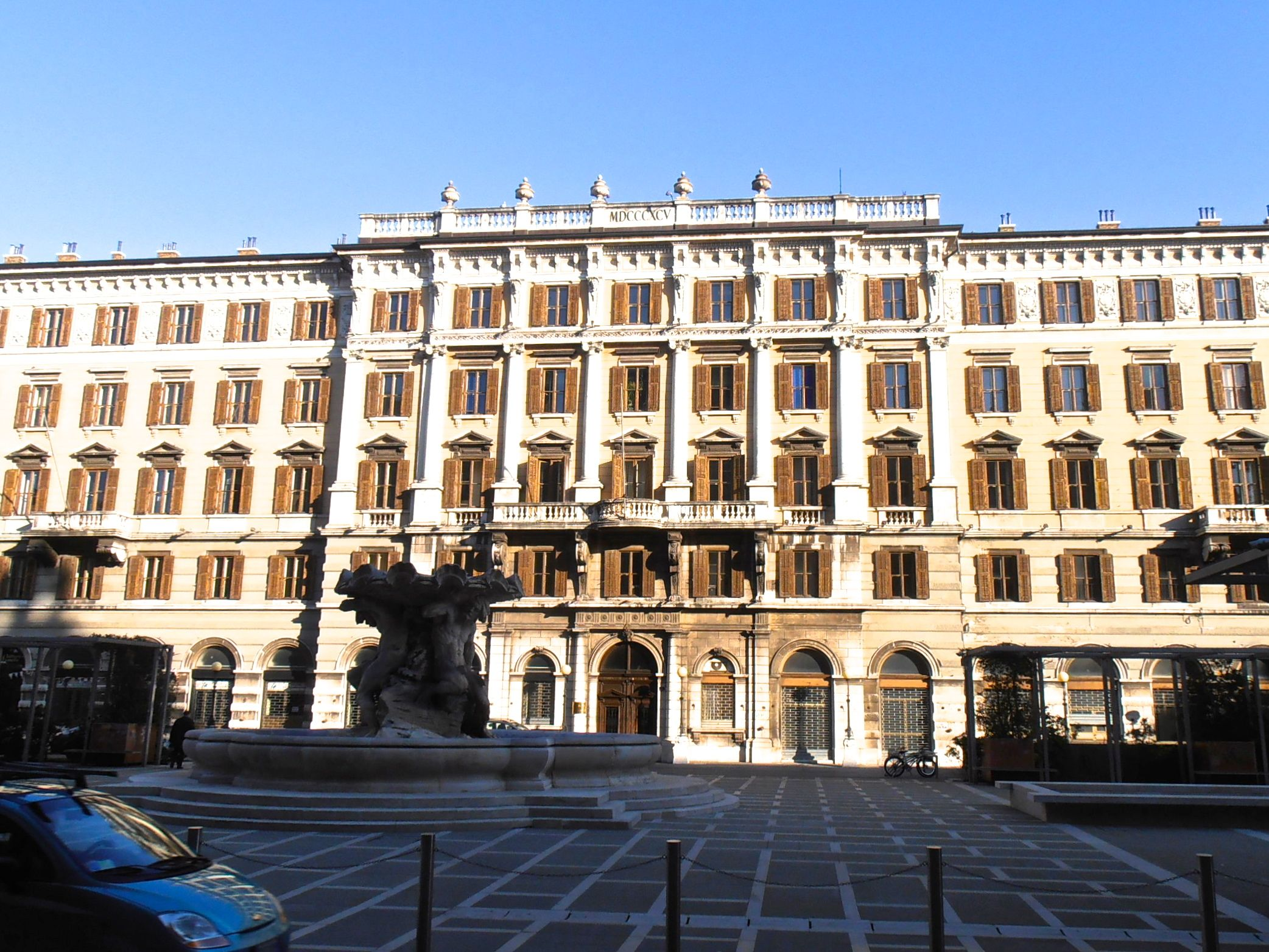
Palazzo delle Ferrovie dello Stato